# Esteban Salazar Chapela
Esteban Salazar Chapela (Màlaga, 1900 - Londres, 1965) fou un escriptor espanyol. Per les seues idees polítiques, es va comprometre amb la defensa de la Segona República durant la Guerra Civil espanyola, raó per la qual hagué d'exiliar-se al Regne Unit en acabar el conflicte.

## Biografia
Nascut a Màlaga, al si d'una família de la petita burgesia, cursà estudis de Magisteri a l'Escola Normal de Mestres de la seua ciutat natal. Publica els seus primers textos a la revista malaguenya Ambos que havien fundat els seus amics José María Souviron, José María Hinojosa i Manuel Altolaguirre. Després es trasllada a Madrid, on col·laborarà en diverses publicacions: El Estudiante, Revista de Occidente, Gaceta Literaria, el diari El Sol, entre d'altres.
Amb l'arribada de la Segona República, Salazar forma part del grup d'intel·lectuals partidaris de la nova situació i s'afilia a Izquierda Republicana. El 1933 es casa amb l'anglesa Elizabeth Rainnie Middlenton. Després del colp militar de juliol de 1936 que provocà la guerra civil, Salazar es manté compromés amb la causa de la República. Primer roman a Madrid i més tard es trasllada a València, el 9 de gener de 1937, on treballarà al Servei Espanyol d'Informació, juntament amb un altre escriptor, Arturo Soria. Certes desavinences polítiques amb el comunistes feren que aviat intentara trobar un altre càrrec. El seu amic Julio Álvarez del Vayo, ministre d'Estat, el nomenà secretari del consolat espanyol a Glasgow. Des d'aquesta posició treballà en la recaptació d'ajuda internacional per a l'Espanya fidel al govern, en col·laboració amb l'Spain Aid Movement. Pel febrer de 1939, quan ja semblava evident que el govern britànic reconeixeria el govern de Franco, Salazar deixa el seu càrrec i es trasllada a Londres, ciutat en què residí la resta de la seua vida, davant la impossibilitat de tornar a Espanya atesa la seua condició de republicà notori.
Allà va treballar a la BBC i també com a professor a la Universitat de Cambridge. El 1944 participà en la fundació de l'Instituto Español de Londres, un projecte del govern republicà espanyol en l'exili amb el que es pretenia contribuir a la caiguda del règim feixista. En aquells anys de la Segona Guerra Mundial els republicans espanyols tenien encara l'esperança que les potències aliades entrarien a Espanya per fer caure el govern feixista després de véncer Alemanya i Itàlia.
Durant els anys de l'exili va anar escrivint les seues Cartas de Londres, nom que fa referència a les Cartas de España de l'escriptor del segle xix José María Blanco White, també andalús, que també anà a viure a Anglaterra fugint de la situació política espanyola. Aquests articles es publicaven a diferents periòdics hispanoamericans. Va publicar alguns textos a Espanya, a la revista Ínsula, amb el pseudònim Antonio Mejía.
L'estiu de 1961 va visitar per primera i última vegada l'Espanya de la dictadura. El 1965 va morir a Londres.

## Obra
- 1931 Pero sin hijos
- 1947 Perico en Londres
- 1959 Desnudo en Picadilly
- 1966 Después de la bomba
- 1995 En aquella Valencia (pòstuma)